# 새솔중학교
새솔중학교(새솔中學校)는 대한민국 전북특별자치도 순창군 순창읍 순화리에 있는 공립 중학교이다.

## 학교 연혁
- 1955년 4월 27일 : 순창여자중학교 3학급 설립 인가
- 1972년 3월 3일 : 현 교사로 이전
- 1979년 11월 20일 : 27학급 인가
- 2000년 3월 1일 : 금과중학교 흡수 통합
- 2024년 3월 1일 : 제24대 이한윤 교장 부임
- 2025년 2월 7일 : 제70회 졸업식 70명(총 13,020명)
- 2025년 3월 1일 : 남녀공학 전환 및  새솔중학교로 교명 변경

## 참고 자료
- 새솔중학교 - 한국교육학술정보원 학교알리미